# Theater In de Steeg
Theater In de Steeg is een klein theater in de Nederlandse stad Den Haag. Het in 1964 opgerichte theater moest in 1982 de deuren sluiten, maar ging in 1983 weer open voor culturele evenementen en voorstellingen. 

## Geschiedenis
Het theater werd in 1964 werd geopend aan het Westeinde 165a. De openingsvoorstellingen werden gegeven door het mimetheater van Jan Bronk en Toneelgroep Het Masker.
In 1968 nam Inge Tielman de exploitatie van het theater over. Haar cabaretgezelschap Salvo werd tot 1982 de vaste bespeler. Het theater bood daarnaast een podium aan beginnende artiesten, zoals Bram Vermeulen & Freek de Jonge, de Sissies, Fons Jansen met zijn lachende kerk, Drs. P, Jos Brink, Albert Mol en Jules Croiset.
In juni 1981 kwamen de eerste signalen dat de gemeente Den Haag van plan was om de jaarlijkse subsidie per 1 januari 1983 stop te zetten. In de Steeg protesteerde hiertegen, omdat voor andere theaters een langere afbouwperiode werd gehanteerd. Uiteindelijk besloot de gemeente in 1982 om de subsidie definitief te beëindigen en kwam er een einde aan de commerciële exploitatie van het theatergebouw. Hoewel er nog is geprobeerd het theater met vrijwilligers voort te zetten, viel eind 1982 het doek.

### Culturele bestemming
Begin 1983 besloot de beheerder van het theater, de Sint-Vincentiusvereniging, het pand een culturele bestemming te geven. De vereniging verhuurt het theater sindsdien aan onder andere toneelgroepen en poppenvoorstellingen. Ook biedt het pand ruimte aan andere bestemmingen: zo is sinds 2003 de stichting Acoustic Alley in het theater gevestigd.